# Djaoudé
Djaoudé (ou Djaoudé Garre, Djoude) est une localité du Cameroun située dans l'arrondissement de Petté, le département du Diamaré et la région de l’Extrême-Nord. Elle fait partie du canton de Petté rural.

## Population
En 1975, la localité comptait 835 habitants, dont 679 Kanouri et 156 Moundang. À cette date, elle était dotée d'une école publique à cycle incomplet. Un marché hebdomadaire s'y tenait le samedi.
Lors du recensement de 2005, on y a dénombré 1 869 personnes.